# Killingkullen
Killingkullen är ett naturreservat ungefär 35 kilometer nordväst om Björna, i Örnsköldsviks kommun. Reservatet inrättades 2016 och omfattar 31 hektar av brandpräglad tallskog.
Skogen har en tydlig brandprägel med gamla tallar och spår av brand. Det finns därför planer på att naturvårdsbränna i reservatet för att bibehålla områdets karaktär.

## Beskrivning[4]
Reservatet är ett berg med högsta höjden 290 meter över havet, på den norra sidan av Långtjärnen. I den gamla tallskogen finns den sällsynta reliktbocken, Nothorhina muricata. Arten är knuten till gamla levande och solexponerade tallar, något som är karaktäristiskt för brandpräglade tallskogar. Brandprägeln är stark och det förekommer brandskadade tallar även i de fuktigare delarna av reservatet. Död ved finns i hela reservatet i form av lågor och torrakor.
Där tallskogen är något glesare, förekommer även mycket björk.

## Bildgalleri

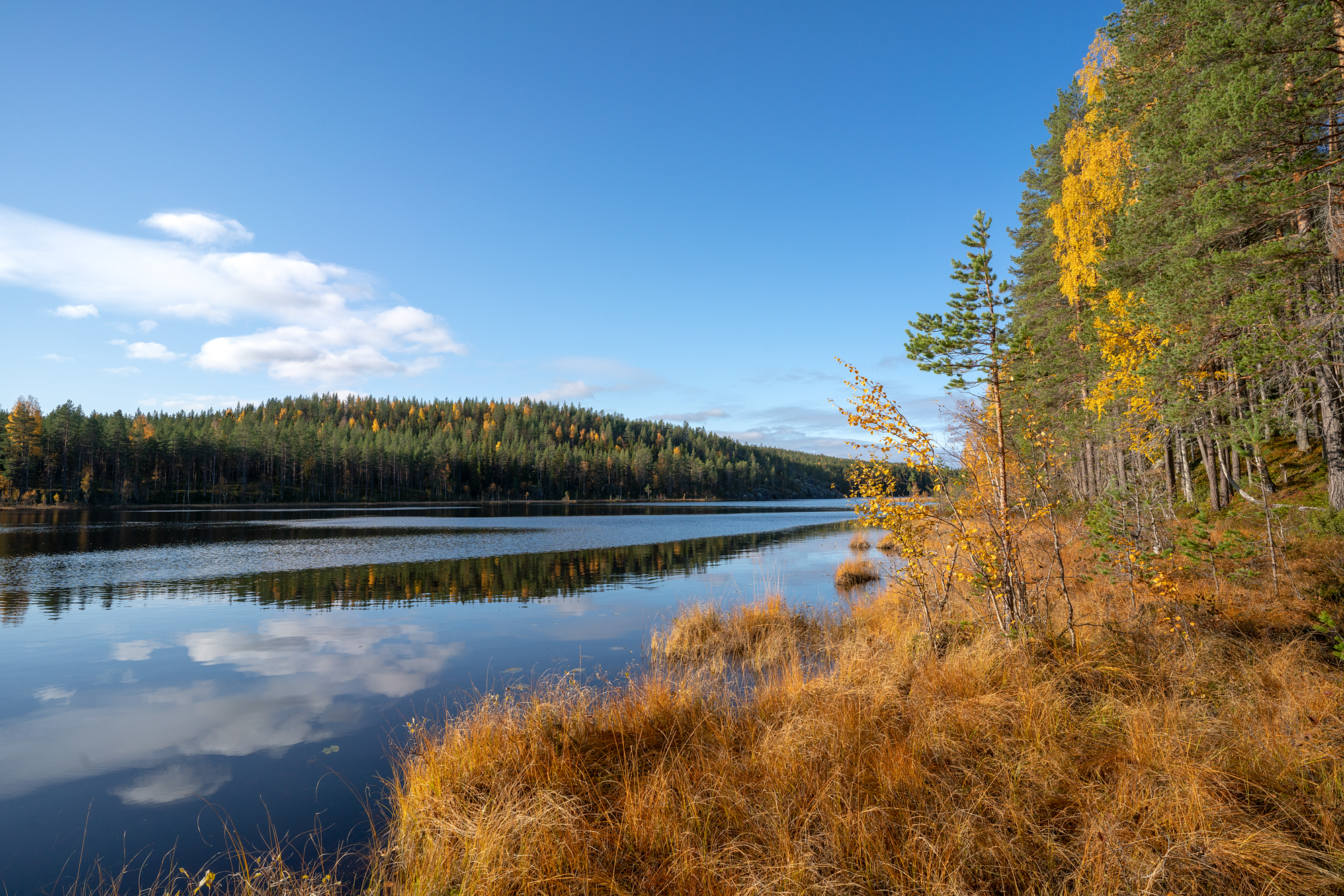
Långtjärnen vid Killingkullens södra sida.
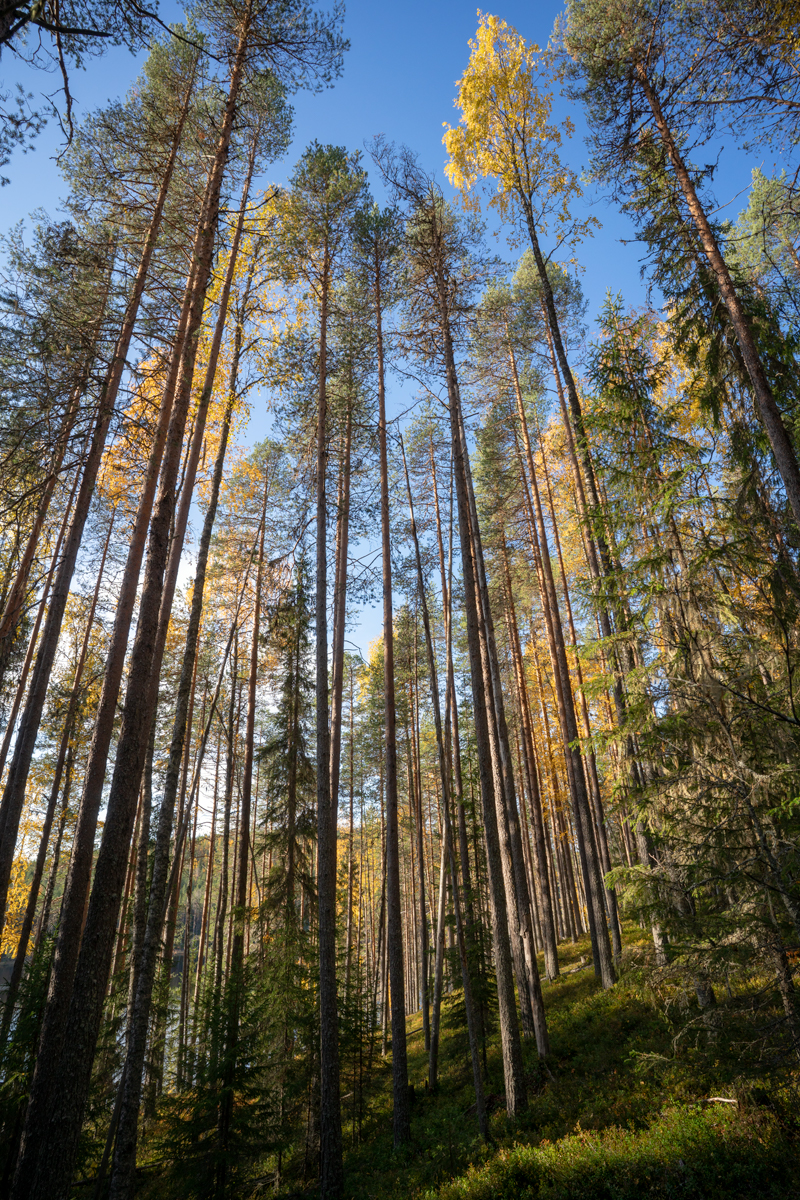
Högrest gles tallskog.
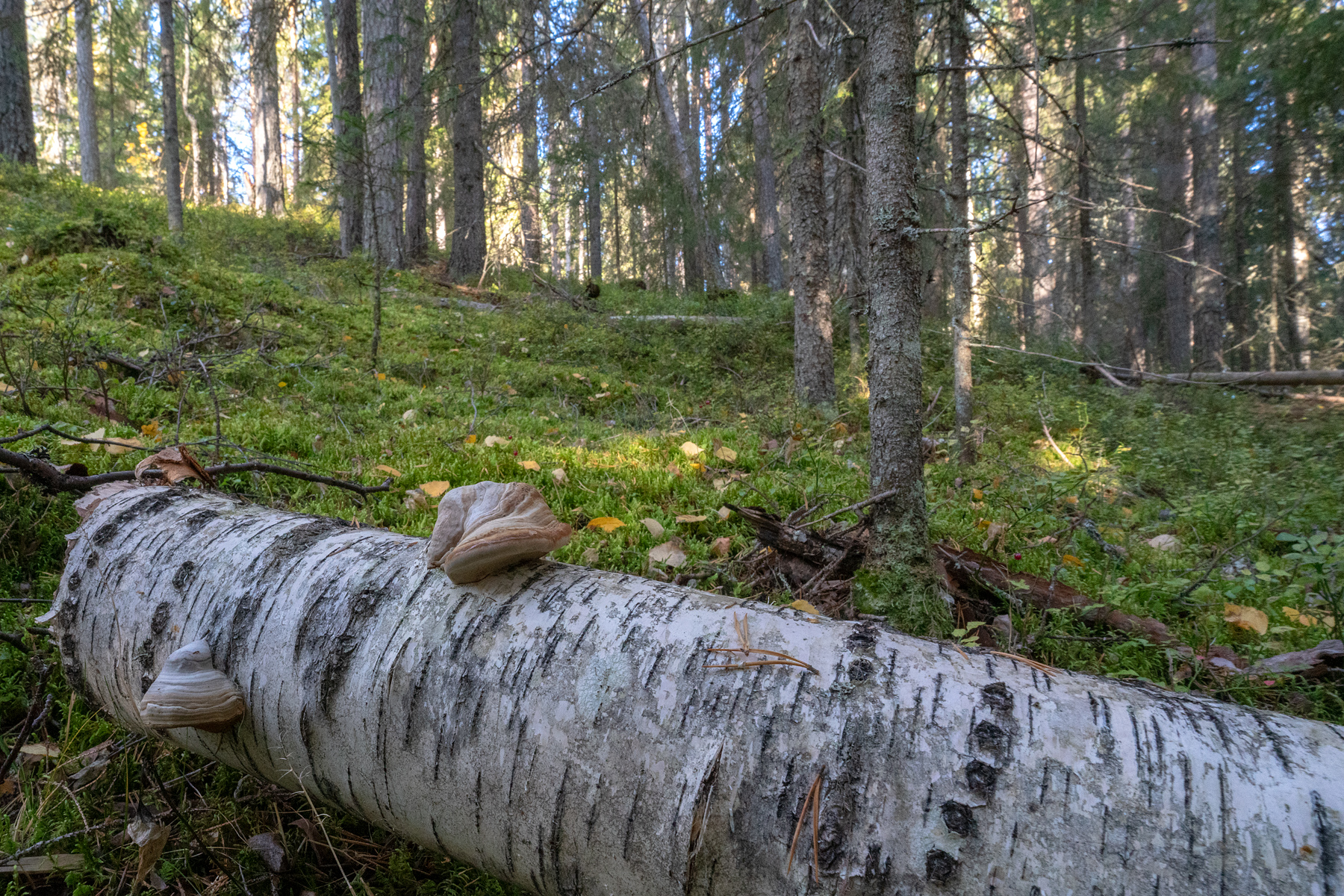
Tickor på björk-låga.